# Southern Hound

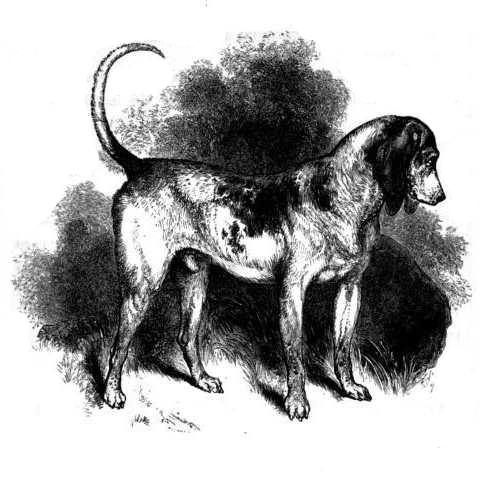
Southern Hound

Il segugio del sud o southern hound era una razza di cane che esisteva in Gran Bretagna probabilmente fino ad una certa data del XIX secolo, ora è estinta. La data esatta della sua estinzione non è nota; è probabile che sia stato gradualmente incrociato con altre razze fino a quando la linea di sangue originale del Southern Hound non ha cessato di esistere.

## Origini
Le origini del Southern Hound sono ugualmente poco chiare. La maggior parte degli scrittori suggerisce che derivi dal Talbot, che era un segugio prevalentemente bianco, lento, dalla gola profonda, anche di origine incerta, sebbene a volte si ritiene che provenisse dalla Normandia. Si è ipotizzato che a un certo punto il Talbot sia stato incrociato con i Greyhound per dare loro più velocità.
Tuttavia, in libro: The Dog pubblicato nel 1852, William Youatt afferma che il Southern Hound potrebbe essere esistito in Gran Bretagna fin dai tempi antichi piuttosto che essere portato dalla Francia dai Normanni.

## Caratteristiche
Il segugio del Sud era un cane alto e pesante con la testa quadrata e le orecchie lunghe. Aveva un petto profondo, un corpo lungo e ossuto e una voce profonda e melodiosa. Era un cane lento, ma con ottime capacità olfattive e veniva impiegato per seguire le tracce della preda durante una battuta di caccia per la sua tenacia. A causa della sua mancanza di velocità e natura deliberata, era considerato il migliore utilizzato per la caccia a selvaggina come la lepre o il cervo, che alla fine sarebbe stata sfiancata dal suo incessante inseguimento e, a differenza di una volpe o di un coniglio, non poteva fuggire al sicuro di una tana o scavare.

## Popolarità e declino
Era ancora comune a sud del fiume Trent nel XVIII secolo. Più a nord era favorito il North Country Beagle o Northern Hound. Questo era un cane più veloce, ma probabilmente non aveva il fiuto del Segugio del Sud. Nel suo The Dog, in Health and Disease del 1859, la rivista "Stonehenge" (lo pseudonimo di John Henry Walsh, editore di The Field) afferma che le due razze potrebbero essere differenziate per la grande giogaia presente nel Southern Hound, ma l'illustrazione del Southern Hound nello stesso libro manca di questo dettaglio. Non è possibile stabilire fino a che punto si mescolassero Talbot, Northern Hound e Southern Hound: gli autori che scrivono a metà del XIX secolo avevano già difficoltà a distinguere tra le tre razze.
Il segugio meridionale sembra essere caduto in disgrazia durante il XVIII secolo poiché la moda per le cacce più brevi ha portato allo sviluppo del più veloce Foxhound.
Youatt scrisse che c'erano ancora branchi in uso nel Devon nel 19º secolo e che il Southern Hound veniva talvolta usato in combinazione con branchi di Foxhound per aiutare a rintracciare la scia fredda quando il branco perdeva la traccia odorosa. Alcuni erano impiegati in Galles per la caccia alla puzzola (che poteva durare diversi giorni), e sembra che siano stati usati per cacciare la lontra prima di essere impiegati come riproduttori per lo sviluppo dell'Otterhound.
Il famoso allevatore di segugi Edwin Brough riferì che nel 1881 usò un segugio del sud di razza pura, "Clara", come quello raffigurato in questo articolo come incrocio con i suoi segugi, e questo incrocio fu allevato nella moderna popolazione di segugi.
Si ritiene che molte delle moderne razze di segugi abbiano sangue di segugio del sud: Beagles, Harriers, Foxhounds, Coonhounds e Bloodhounds tra gli altri.